# Georg Christoph Wagenseil
Georg Christoph Anton Wagenseil (* 29. Januar 1715 in Wien; † 1. März 1777 in Wien) war ein österreichischer Komponist der Vorklassik.

## Leben
Er wurde als Sohn aus einem Augsburger Kaufmannsgeschlecht in Wien geboren und vom Hofkapellmeister Johann Joseph Fux ausgebildet. Wagenseil komponierte von 1739 bis zu seinem Ableben für den Kaiserhof. Er war zeitweilig auch als Organist und Cembalo-Spieler angestellt. Zu seinen Schülern zählten unter anderem Josef Anton Steffan und Johann Baptist Schenk. Auch Marie-Antoinette brachte er das Klavierspiel bei; berühmt ist eine Episode, in der der junge Wolfgang Amadeus Mozart am Kaiserhof eines von Wagenseils Stücken vorspielt und diesen umzublättern bittet.
Wagenseil ist zwar heute weitgehend vergessen, war aber ein bekannter Musiker seiner Tage – was zu Zeiten von Joseph Haydn und Wolfgang Amadeus Mozart, die seine Werke kannten, viel zu bedeuten hat. Unter Posaunisten ist sein Concerto per trombone bis heute ein beliebtes Werk.
Er komponierte Opern, geistliche Musik, Symphonien, Konzerte, Klavier- und Kammermusik. Als Komponist gehörte er zusammen mit Matthias Georg Monn und Carl Ditters von Dittersdorf zur Frühen Wiener Schule. In seinen über hundert Sinfonien zeigt er sich dem frühen Haydn verwandt und der Mannheimer Schule verhaftet.
Im Jahre 1777 starb er an Lungensucht.
Mit Johann Christoph Wagenseil und Christian Jakob Wagenseil ist er nur entfernt verwandt.
Im Jahr 1912 wurde die Wagenseilgasse im 12. Wiener Bezirk Meidling nach dem Komponisten benannt.

## Werke
Die folgenden Listen der Vokalwerke basieren auf den Angaben bei Grove Music Online und Corago.

### Opern
- Ariodante, dramma per musica in drei Akten; Libretto: Antonio Salvi nach Ludovico Ariosto; Herbst 1745, Venedig, Teatro San Giovanni Grisostomo; 1746 in Wien[5]
- La generosità trionfante, dramma per musica in drei Akten; Libretto: Francesco Silvani; 4. Oktober 1745, Wien, Burgtheater[6]
- La clemenza di Tito, dramma per musica in drei Akten; Libretto: Pietro Metastasio; 15. Oktober 1746, Wien, Burgtheater[7]
- Demetrio, dramma per musica in drei Akten (auch Egidio Duni zugeschrieben); Libretto: Pietro Metastasio; 26. Dezember 1746, Florenz, Teatro della Pergola; auch 1754 und 1760 in Prag, 1760 in Mailand, 1764 und 1778 in Lodi[8][9]
- Alessandro nell’Indie, Oper in drei Akten; Libretto: Pietro Metastasio; 11. August 1748, Wien, Burgtheater[10]
- Il Siroe, dramma per musica in drei Akten; Libretto: Pietro Metastasio; 4. Oktober 1748, Wien, Burgtheater[11]
- L’olimpiade, Oper in drei Akten; Libretto: Pietro Metastasio; 14. Mai 1749, Wien, Hoftheater[12]
- Antigono, dramma per musica in drei Akten; Libretto: Pietro Metastasio; 14. Mai 1750, Wien, Schönbrunn[13]
- Vincislao, dramma per musica; Libretto: Apostolo Zeno; 8. Dezember 1750, Wien, Schlosstheater[14]
- Le cacciatrici amanti, festa teatrale in zwei Akten, Libretto: Giacomo Durazzo; 25. Juni 1755, Wien, Laxenburg[15]
- Prometeo assoluto, serenata, Libretto: Giovanni Ambrogio Migliavacca, 24. März 1762, Wien, am Hof[16]

Musik in Pasticcio-Opern
- Andromeda; 1750
- L’Armida placata, azione teatrale per musica in zwei Akten (Pasticcio); Libretto: Giovanni Claudio Pasquini; 28. August 1750, Wien, Hoftheater[17]
- Euridice, favola pastorale per musica in zwei Akten (Pasticcio); Libretto: Giampietro Tagliazucchi; 1750, Wien, Hoftheater[18]
- Catone
- Merope

### Oratorien
- Gioas, re di Giuda; Libretto: Pietro Metastasio; 1755
- La redenzione; Libretto: Pietro Metastasio; 1755
- Il roveto di Mosè; Libretto: Gioacchino Pizzi; 1756, Wien[19]

### Messen
- Missa spei; 1736
- Missa „Domine libera animam meam“; 1737
- Missa für fünf Stimmen; 1738
- Missa „Panem quotidiam“ für vier Stimmen; 1739,
- Missa S Antonii; 1741
- Missa S Francisci Salesii; 1742
- Missa solenne Immaculatae conceptionis für vier Stimmen und Instrumente; 1743
- Missa solenne C-Dur; 1746
- Missa „Transfige cor meum“
- Missa S Catharinae
- Missa „Obscura“
- Missa S Theresiae
- Missa brevis
- vier Messen für vier Stimmen
- Messe e-Moll
- Requiem für vier Stimmen

### Sonstige geistliche Musik
- ca. neunzig liturgische Werke; 1737–1755 (darunter neun Marienantiphonen, ca. zwanzig Offertorien, Hymnen, Graduale, Sequenzen, Intonationen und Cantica)
- vierzehn Lieder

### Kantaten
- Al consiglio d’un fonte
- Clori bell’idol mio
- Ecco l’infausto lido
- I lamenti d’Orfeo; Text: C. G. Pasquini; 26. Juli 1740, Wien, Hof
- La gelosia; Text: Pietro Metastasio
- Il quadro animato für zwei Stimmen; Text: Pietro Metastasio; 18. August 1760, Goldegg
- La pesca
- L’inciampo
- Poiche morir

### Sonstige Vokalwerke
- drei Duette
- ca. dreißig Arien, davon eine in L’écho ou journal de musique (Lüttich 1764)

### Gedruckte Instrumentalwerke
- Op. 1: Six Sonates en Trio pour deux Violons et Basse (Paris)
- Op. 1: Six Sonatas for the Harpsichord with Accompaniment for a Violin (London)
- Op. 2: Six Sonatas for the Harpsichord with Accompaniment for a Violin (London, ca. 1760)
- Op. 4: VI Divertimenti da Cimbalo (Wien, 1753; Paris)
- 3 Sinfonie in Sei Sinfonie, a quattro Partiti obligati con Corni da Caccia ad Libitum delli S.ri Wagenseil è Holzbaur (Paris)
- 1 Sinfonia in Sei Sinfonie a piu Stromenti intitolate La Melodia Germanica (Paris)
- 1 Sinfonia in Six Symphonies a quatre Parties obligées avec Hautbois ou Fluttes, et Cors de Chasse (Paris)
- 1 Overtura in Sei Overture a piu Stromenti (Paris)
- 1 Sinfonia in Sei Sinfonie a piu Stromenti (Paris)
- Six Sonatas for two Violins, a Violoncello, or Harpsichord (London)
- Quatro Concerti per il Clavicimbalo, due Violini e Basso (Paris)
- Six Concertos for the Harpsichord or Organ with Accompanyments for two Violins and a Bass (London, 1761)

### Handschriftlich überlieferte Instrumentalwerke
- 1 Sonata in Auserlesene Fantasien, Sonaten, Solfeggien, Preludien und Cadencen fürs Klavier. No. II (Manuskript, 1780–1791)
- 1 Scherzo im Notenbuch für Nannerl (Manuskript, ca. 1759–1764)
- Werke im Schranck No: II (Manuskript, ca. 1750–1765)

- Concerto per trombone